# Centaurea kozjakensis
Centaurea kozjakensis — вид квіткових рослин айстрових (Asteraceae). Ендемік Північної Македонії.